# Ібаррангелу
Ібаррангелу, Ібаррангелуа (баск. Ibarrangelu (офіційна назва), ісп. Ibarranguelua) — муніципалітет в Іспанії, у складі автономної спільноти Країна Басків, у провінції Біская. Населення — 616 осіб (2009).
Муніципалітет розташований на відстані близько 340 км на північ від Мадрида, 26 км на північний схід від Більбао.
На території муніципалітету розташовані такі населені пункти: (дані про населення за 2009 рік)
- Акорда: 80 осіб
- Елешальде: 536 осіб

## Демографія
Динаміка населення (INE ):

## Галерея зображень

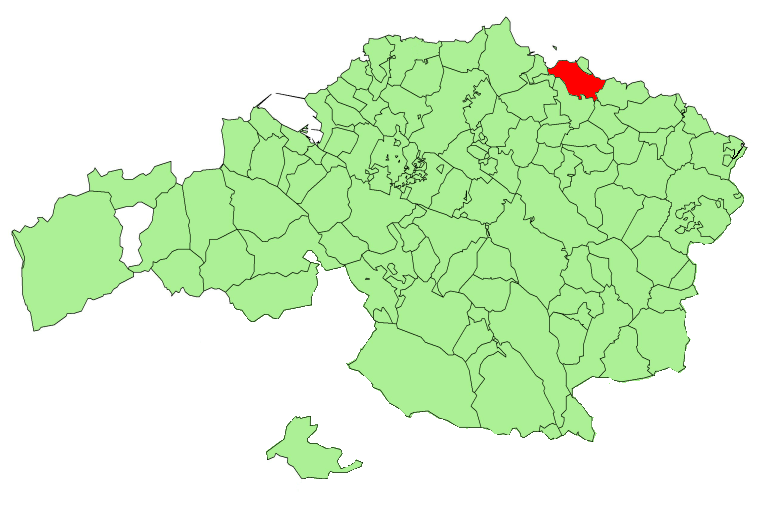
Розташування муніципалітету
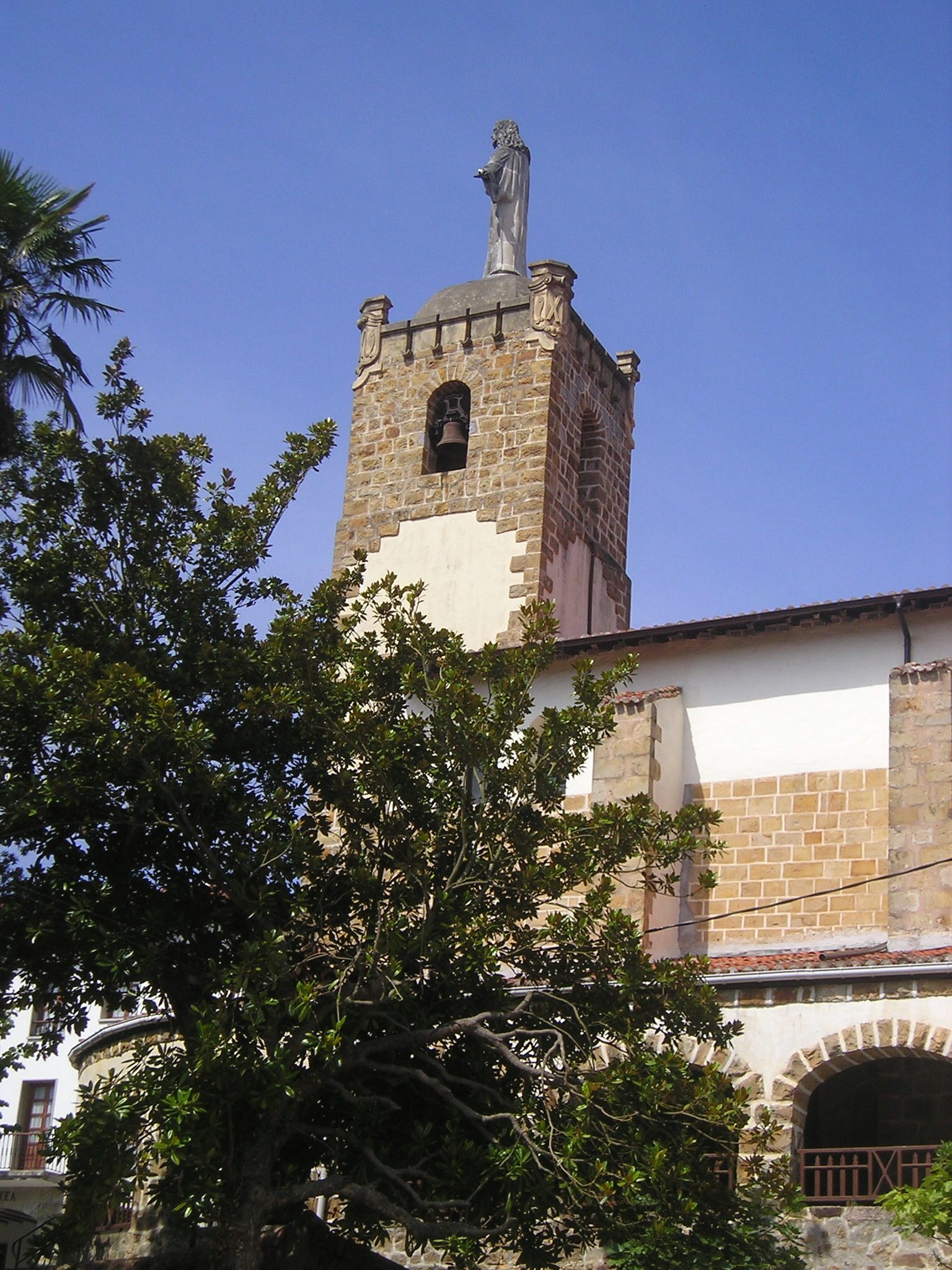
Церква Сан-Андрес